# Oosters-katholieke kerken
De oosters-katholieke kerken, geünieerde kerken of kortweg uniaten (ook wel katholiek-oosterse kerken genoemd) zijn kerkgenootschappen die deel uitmaken van de Rooms-Katholieke Kerk, maar niet van de Latijnse Kerk. Ze gebruiken een oosterse ritus. Samen met de oriëntaals-orthodoxe kerken en de oosters-orthodoxe kerken worden ze tot het oosters christendom gerekend.
Zij erkennen de paus van Rome als herder van alle katholieken en hebben een eigen liturgie (volgens de oosterse ritus) en een eigen codex voor het canoniek recht (de Codex Canonum Ecclesiarum Orientalium). Aan het hoofd van verschillende van deze kerken staat een patriarch of een grootaartsbisschop.

## Geschiedenis
Een deel van deze kerken vindt zijn oorsprong in de oriëntaals-orthodoxe kerken. Zij volgen de Antiocheense, Chaldeeuwse, Alexandrijnse of Armeense liturgie.
Een ander deel van deze kerken ontstond nadat binnen de oosters-orthodoxe kerken een aantal lokale kerken zich onder het gezag van de paus plaatste. Dit gebeurde onder meer in 1596, tijdens de Synode van Brest en in 1646 door de Unie van Uzhorod.
Hun uiterlijke gebruiken – kledij, diensten, kerken, liturgie, iconen – zijn dezelfde als deze van de oosterse kerken. Zij volgen de Byzantijnse liturgie.
Wat de leer betreft erkennen de oosters-katholieken alle dogma's van de Katholieke Kerk, terwijl de oriëntaals-orthodoxe kerken hun geloofsleer betrekken uit de eerste oecumenische concilies van de ongedeelde kerk, te weten het Eerste Concilie van Nicaea (325), het Concilie van Constantinopel I (381) en het Concilie van Efeze (431) en de oosters-orthodoxe kerken alleen de dogma's van vóór het Groot Schisma tussen Oost en West (1054) aanvaarden, en dus onder meer niet het kerkelijk juridisch primaatschap van de paus van Rome.
Sinds het pontificaat van paus Pius X is de relatie tussen Rome en de met haar verbonden katholieke kerken van de oostelijke riten bijzonder goed. Pius X celebreerde zelf al eens de Goddelijke Liturgie om daarmee de katholieke eenheid van de Kerk te benadrukken, onafhankelijk van de gevolgde apostolische liturgieën. Dit goede contact duurt nog altijd voort. Tijdens de begrafenis van paus Johannes Paulus II speelden oosterse patriarchen een prominente rol. Sommige oosters-katholieken voelen zich echter door het oecumenisme van de afgelopen decennia door Rome verraden, onder meer vanwege de contacten van het Vaticaan met de Russisch-Orthodoxe Kerk in Moskou.

## Verspreiding van de oosters-katholieken
Volgens het Annuario Pontificio waren er in 2007 ruim 16 miljoen oosters-katholieken. Zij vertegenwoordigen ruim 2% van de Katholieke Kerk en 10% van alle oosterse christenen.
Vooral in Oost-Europa en het Midden-Oosten wonen vele uniaten. In België bevindt zich een belangrijk centrum van de uniaten in de abdij van Chevetogne.
Hieronder zijn de 23 oosters-katholieke kerken vermeld die verbonden zijn met Rome en de paus als universeel hoofd van de Kerk van Christus erkennen. Deze kerken hebben hun eigen oosterse hiërarchie en hanteren een oosterse ritus. Het aantal gelovigen in 2007, volgens het Annuario Pontificio, wordt vermeld alsmede de landen waar zij wonen.

## Oosters-katholieke kerken naar ritus

Landen met het hoofdkantoor van Oost-katholieke particuliere kerken (rood: Byzantijnse ritus, groen: Alexandrijnse ritus, geel: anderen)

### Alexandrijnse ritus
- Eritrees-Katholieke Kerk (Eritrea)  (155.000)
- Ethiopisch-Katholieke Kerk (Ethiopië) (223.000)
- Koptisch-Katholieke Kerk (Egypte) (161.000)

### Antiocheense ritus
- Maronitisch-Katholieke Kerk (Levant, Verenigde Staten, Mexico, Argentinië, Brazilië, Canada, Australië, Cyprus) (3,1 miljoen)
- Syrisch-Katholieke Kerk (Levant, Verenigde Staten) (132.000)
- Syro-Malankara-Katholieke Kerk (India) (413. 000)

### Armeense ritus
- Armeens-Katholieke Kerk (Armenië, Levant, Frankrijk, Brazilië, Mexico) (375.000)

### Byzantijnse ritus
- Albanees Grieks-Katholieke Kerk (Albanië) (3.510)
- Bulgaarse Grieks-Katholieke Kerk (Bulgarije) (10.000)
- Grieks-Katholieke Kerk (Griekenland, Turkije) (2.325)
- Hongaarse Grieks-Katholieke Kerk (Hongarije) (290.000)
- Italo-Grieks-Katholieke Kerk (Italië) (63.000)
- Kroatische Grieks-Katholieke Kerk (Kroatië/Servië, Montenegro) (56.000)
- Macedonische Grieks-Katholieke Kerk (Noord-Macedonië) (15.000)
- Melkitische Grieks-Katholieke Kerk (Levant, Brazilië, Verenigde Staten, Canada, Mexico, Venezuela, Australië) (1,3 miljoen)
- Oekraïense Grieks-Katholieke Kerk (Oekraïne, Polen, Verenigde Staten, Canada, Brazilië, Groot-Brittannië, Frankrijk, Duitsland) (4,2 miljoen)
- Roemeense Grieks-Katholieke Kerk (Roemenië, Verenigde Staten) (763.000)
- Roetheense Grieks-Katholieke Kerk (Oekraïne, Tsjechië, Verenigde Staten) (595.000)
- Russische Grieks-Katholieke Kerk (Verenigde Staten, Canada, Australië) (3.500)
- Slowaakse Grieks-Katholieke Kerk (Slowakije, Canada) (243.000)
- Wit-Russische Grieks-Katholieke Kerk (Wit-Rusland, Verenigde Staten, Groot-Brittannië) (7.000)

### Chaldeeuwse ritus
- Chaldeeuws-Katholieke Kerk (Levant, Irak, Iran, Verenigde Staten, Australië) (418.000)
- Syro-Malabar-Katholieke Kerk (India, Verenigde Staten) (3,9 miljoen)

## Oosters-katholieke kerken naar organisatie

### Kerken geleid door een patriarch
De patriarchale kerken hebben het recht hun eigen patriarch te kiezen. Hij wordt gekozen door de synode van bisschoppen en treedt direct in functie, inclusief intronisatie. Vervolgens vraagt hij aan de paus van Rome om  een voortzetting van het kerkelijk verband.
- Maronitisch-Katholieke Kerk
- Koptisch-Katholieke Kerk
- Armeens-Katholieke Kerk
- Syrisch-Katholieke Kerk
- Melkitische Grieks-Katholieke Kerk
- Chaldeeuws-Katholieke Kerk

### Kerken geleid door een grootaartsbisschop
Een grootaartsbisschop wordt op dezelfde wijze gekozen als een patriarch. Zijn verkiezing moet echter door de paus van Rome bevestigd worden voordat hij geïntroniseerd wordt.
- Oekraïense Grieks-Katholieke Kerk
- Syro-Malabar-Katholieke Kerk
- Syro-Malankara-Katholieke Kerk
- Roemeense Grieks-Katholieke Kerk

### Kerken geleid door een metropoliet
Een metropoliet wordt door de paus van Rome benoemd uit een voordracht van ten minste drie kandidaten. De voordracht wordt opgemaakt door de synode van bisschoppen.
- Eritrees-Katholieke Kerk
- Ethiopisch-Katholieke Kerk
- Hongaarse Grieks-Katholieke Kerk
- Roetheense Grieks-Katholieke Kerk
- Slowaakse Grieks-Katholieke Kerk

### Kerken geleid door een (aarts)bisschop
De primaat wordt benoemd door de paus van Rome.
- Bulgaarse Grieks-Katholieke Kerk
- Italo-Grieks-Katholieke Kerk
- Kroatische Grieks-Katholieke Kerk
- Macedonische Grieks-Katholieke Kerk

### Overige kerken
- Albanees Grieks-Katholieke Kerk
- Grieks-Katholieke Kerk
- Russische Grieks-Katholieke Kerk
- Wit-Russische Grieks-Katholieke Kerk